# José Vicente Carvalho Cardoso
José Vicente de Jesus de Carvalho Cardoso (ur. 19 września 1923 w Portalegre, zm. 25 maja 2010 w Lizbonie) – portugalski polityk i agronom, poseł do Zgromadzenia Republiki, eurodeputowany II i III kadencji.

## Życiorys
Z wykształcenia agronom, doktoryzował się z nauk rolniczych na Universidade Técnica de Lisboa, a także na Iowa State University. Pracował w instytucie naukowym zajmującym się sprawami rolnictwa, był dyrektorem i prezesem portugalskich przedsiębiorstw rolnych i organizacji spółdzielczych. Należał do założycieli Centrum Demokratycznego i Społecznego. W latach 1976–1986 sprawował mandat posła do Zgromadzenia Republiki. Od 1980 do 1983 był sekretarzem stanu w resorcie rolnictwa. W latach 1987–1994 zasiadał w Parlamencie Europejskim II i III kadencji, będąc członkiem frakcji chadeckiej.